# Partecipanti al Giro di Svizzera 2009
Elenco dei partecipanti al Giro di Svizzera 2009.
Alla partenza si sono presentate le diciotto squadre componenti il circuito UCI ProTour, più due squadre invitate come wildcard (Cervélo TestTeam e Vorarlberg-Corratec). I corridori al via sono stati 160, dei quali 142 sono arrivati fino al traguardo, mentre i ritirati sono stati 18.

## Corridori per squadra
Nota: R ritirato, NP non partito.
| Liquigas                   | Liquigas                   | Liquigas                   | Astana Team                   | Astana Team                   | Astana Team                   | Française des Jeux            | Française des Jeux            | Française des Jeux            |
| -------------------------- | -------------------------- | -------------------------- | ----------------------------- | ----------------------------- | ----------------------------- | ----------------------------- | ----------------------------- | ----------------------------- |
| 1                          | Roman Kreuziger            | 3º                         | 71                            | Andreas Klöden                | 4º                            | 141                           | Sandy Casar                   | 20º                           |
| 2                          | Daniele Bennati            | 91º                        | 72                            | Asan Bazaev                   | NP 1ª                         | 142                           | Arnaud Gérard                 | 93º                           |
| 3                          | Claudio Corioni            | 133º                       | 73                            | Maksim Iglinskij              | 61º                           | 143                           | Frédéric Guesdon              | 47º                           |
| 4                          | Daniel Oss                 | 134º                       | 74                            | Roman Kireev                  | 59º                           | 144                           | Jaŭhen Hutarovič              | 116º                          |
| 5                          | Fabio Sabatini             | 136º                       | 75                            | Steve Morabito                | 35º                           | 145                           | Francis Mourey                | 54º                           |
| 6                          | Ivan Santaromita           | 66º                        | 76                            | Dmitrij Murav'ëv              | NP 9ª                         | 146                           | Yoann Offredo                 | 55º                           |
| 7                          | Brian Vandborg             | 26º                        | 77                            | Grégory Rast                  | 100º                          | 147                           | Jérémy Roy                    | 37º                           |
| 8                          | Oliver Zaugg               | 15º                        | 78                            | Michael Schär                 | 42º                           | 148                           | Jussi Veikkanen               | 36º                           |
| Manager: Mario Scirea      | Manager: Mario Scirea      | Manager: Mario Scirea      | Manager: Aleksandr Šefer      | Manager: Aleksandr Šefer      | Manager: Aleksandr Šefer      | Manager: Yvon Madiot          | Manager: Yvon Madiot          | Manager: Yvon Madiot          |
| Cervélo TestTeam           | Cervélo TestTeam           | Cervélo TestTeam           | Silence-Lotto                 | Silence-Lotto                 | Silence-Lotto                 | Cofidis, le crédit en ligne   | Cofidis, le crédit en ligne   | Cofidis, le crédit en ligne   |
| 11                         | Íñigo Cuesta               | 50º                        | 81                            | Jürgen Roelandts              | 118º                          | 151                           | Rein Taaramäe                 | 8º                            |
| 12                         | Xavier Florencio           | 30º                        | 82                            | Wilfried Cretskens            | 135º                          | 152                           | Florent Brard                 | 130º                          |
| 13                         | José Á. Gómez Marchante    | 27º                        | 83                            | Francis De Greef              | 67º                           | 153                           | Jean Eudes Demaret            | 120º                          |
| 14                         | Heinrich Haussler          | 89º                        | 84                            | Thomas Dekker                 | 16º                           | 154                           | Hervé Duclos-Lassalle         | 101º                          |
| 15                         | Thor Hushovd               | 104º                       | 85                            | Mickaël Delage                | 110º                          | 155                           | Samuel Dumoulin               | 77º                           |
| 16                         | Andreas Klier              | 111º                       | 86                            | Pieter Jacobs                 | 126º                          | 156                           | Leonardo Duque                | 71º                           |
| 17                         | Brett Lancaster            | 112º                       | 87                            | Greg Van Avermaet             | 82º                           | 157                           | Maryan Hary                   | 102º                          |
| 18                         | Marcel Wyss                | 53º                        | 88                            | Johan Vansummeren             | 85º                           | 158                           | Damien Monier                 | 19º                           |
| Manager: Marcello Albasini | Manager: Marcello Albasini | Manager: Marcello Albasini | Manager: Herman Frison        | Manager: Herman Frison        | Manager: Herman Frison        | Manager: Bernard Quilfen      | Manager: Bernard Quilfen      | Manager: Bernard Quilfen      |
| Caisse d'Epargne           | Caisse d'Epargne           | Caisse d'Epargne           | Rabobank                      | Rabobank                      | Rabobank                      | Team Milram                   | Team Milram                   | Team Milram                   |
| 21                         | Rui Costa                  | 13º                        | 91                            | Lars Boom                     | 131º                          | 161                           | Gerald Ciolek                 | R 8ª                          |
| 22                         | Andrey Amador              | 49º                        | 92                            | Óscar Freire                  | 79º                           | 162                           | Johannes Fröhlinger           | 52º                           |
| 23                         | José Vicente García        | 137º                       | 93                            | Mathew Hayman                 | NP 8ª                         | 163                           | Linus Gerdemann               | 41º                           |
| 24                         | Pablo Lastras              | 44º                        | 94                            | Dmitrij Kozončuk              | 65º                           | 164                           | Thomas Rohregger              | 39º                           |
| 25                         | David López García         | R 6ª                       | 95                            | Tom Leezer                    | R 8ª                          | 165                           | Ronny Scholz                  | 87º                           |
| 26                         | Daniel Moreno              | 40º                        | 96                            | Paul Martens                  | 103º                          | 166                           | Björn Schröder                | 119º                          |
| 27                         | Marlon Alirio Pérez        | R 7ª                       | 97                            | Nick Nuyens                   | 108º                          | 167                           | Peter Velits                  | 12º                           |
| 28                         | José Joaquín Rojas         | 33º                        | 98                            | Pieter Weening                | 29º                           | 168                           | Peter Wrolich                 | 84º                           |
| Manager: Neil Stephens     | Manager: Neil Stephens     | Manager: Neil Stephens     | Manager: Adri van Houwelingen | Manager: Adri van Houwelingen | Manager: Adri van Houwelingen | Manager: Christian Henn       | Manager: Christian Henn       | Manager: Christian Henn       |
| Quick Step                 | Quick Step                 | Quick Step                 | Euskaltel-Euskadi             | Euskaltel-Euskadi             | Euskaltel-Euskadi             | Bbox Bouygues Télécom         | Bbox Bouygues Télécom         | Bbox Bouygues Télécom         |
| 31                         | Carlos Barredo             | 31º                        | 101                           | Juan José Oroz                | 48º                           | 171                           | Thomas Voeckler               | NP 7ª                         |
| 32                         | Sylvain Chavanel           | 46º                        | 102                           | Javier Aramendia              | 78º                           | 172                           | Olivier Bonnaire              | 80º                           |
| 33                         | Dominique Cornu            | NP 9ª                      | 103                           | Jorge Azanta                  | 64º                           | 173                           | Steve Chainel                 | 99º                           |
| 34                         | Steven de Jongh            | 128º                       | 104                           | Andres Sergio De Lis          | R 8ª                          | 174                           | Damien Gaudin                 | 122º                          |
| 35                         | Branislaŭ Samojlaŭ         | 73º                        | 105                           | Koldo Fernández               | NP 7ª                         | 175                           | Said Haddou                   | 109º                          |
| 36                         | Hubert Schwab              | 98º                        | 106                           | Aitor Galdós                  | 113º                          | 176                           | Vincent Jerome                | 58º                           |
| 37                         | Matteo Tosatto             | 63º                        | 107                           | Markel Irizar                 | 60º                           | 177                           | Mathieu Sprick                | 125º                          |
| 38                         | Wouter Weylandt            | 139º                       | 108                           | Iván Velasco                  | 38º                           | 178                           | Sébastien Turgot              | R 3ª                          |
| Manager: Davide Bramati    | Manager: Davide Bramati    | Manager: Davide Bramati    | Manager: Josu Larrazabal      | Manager: Josu Larrazabal      | Manager: Josu Larrazabal      | Manager: Christian Guiberteau | Manager: Christian Guiberteau | Manager: Christian Guiberteau |
| Team Columbia-HTC          | Team Columbia-HTC          | Team Columbia-HTC          | Lampre-N.G.C.                 | Lampre-N.G.C.                 | Lampre-N.G.C.                 | Fuji-Servetto                 | Fuji-Servetto                 | Fuji-Servetto                 |
| 41                         | Kim Kirchen                | 9º                         | 111                           | Damiano Cunego                | 6º                            | 181                           | Eros Capecchi                 | 21º                           |
| 42                         | Michael Albasini           | 11º                        | 112                           | Alessandro Ballan             | 94º                           | 182                           | José Alberto Benitez          |                               |
| 43                         | Marcus Burghardt           | 140º                       | 113                           | Emanuele Bindi                | 127º                          | 183                           | Iker Camaño                   | 32º                           |
| 44                         | Mark Cavendish             | 115º                       | 114                           | Enrico Gasparotto             | 76º                           | 184                           | Hilton Clarke                 | 142º                          |
| 45                         | Bernhard Eisel             | 97º                        | 115                           | Francesco Gavazzi             | R 7ª                          | 185                           | Juan José Cobo                | 56º                           |
| 46                         | George Hincapie            | 14º                        | 116                           | David Loosli                  | 57º                           | 186                           | Robert Kiserlovsky            | 25º                           |
| 47                         | Tony Martin                | 2º                         | 117                           | Massimiliano Mori             | R 7ª                          | 187                           | Ricardo Serrano               | NP 5ª                         |
| 48                         | Maxime Monfort             | 10º                        | 118                           | Paolo Tiralongo               | 34º                           | 188                           | Davide Viganò                 | 95º                           |
| Manager: Brian Holm        | Manager: Brian Holm        | Manager: Brian Holm        | Manager: Brent Copeland       | Manager: Brent Copeland       | Manager: Brent Copeland       | Manager: Stefano Zanini       | Manager: Stefano Zanini       | Manager: Stefano Zanini       |
| Team Katusha               | Team Katusha               | Team Katusha               | Team Garmin-Slipstream        | Team Garmin-Slipstream        | Team Garmin-Slipstream        | Vorarlberg-Corratec           | Vorarlberg-Corratec           | Vorarlberg-Corratec           |
| 51                         | Vladimir Karpec            | 5º                         | 121                           | Christian Vande Velde         | 81º                           | 191                           | Andreas Dietziker             | 86º                           |
| 52                         | Pavel Brutt                | 72º                        | 122                           | Tom Danielson                 | 22º                           | 192                           | Silvere Ackermann             | 107º                          |
| 53                         | Nikita Es'kov              | 75º                        | 123                           | Huub Duyn                     | 106º                          | 193                           | Josef Benesteder              | 141º                          |
| 54                         | Joan Horrach               | 43º                        | 124                           | William Frischkorn            | 121º                          | 194                           | René Haselbacher              | R 4ª                          |
| 55                         | Sergej Ivanov              | 83º                        | 125                           | Ryder Hesjedal                | 18º                           | 195                           | Reto Hollenstein              | 45º                           |
| 56                         | Sergej Klimov              | 124º                       | 126                           | Martijn Maaskant              | 129º                          | 196                           | Pascal Hungerbühler           | 90º                           |
| 57                         | Luca Mazzanti              | 70º                        | 127                           | Cameron Meyer                 | 68º                           | 197                           | Sebastian Siedler             | 138º                          |
| 58                         | Filippo Pozzato            | 74º                        | 128                           | Chris Sutton                  | 123º                          | 198                           | René Weissinger               | 132º                          |
| Manager: Dmitrij Konyšev   | Manager: Dmitrij Konyšev   | Manager: Dmitrij Konyšev   | Manager: Johnny Weltz         | Manager: Johnny Weltz         | Manager: Johnny Weltz         | Manager: Gregor Gut           | Manager: Gregor Gut           | Manager: Gregor Gut           |
| Team Saxo Bank             | Team Saxo Bank             | Team Saxo Bank             | AG2R La Mondiale              | AG2R La Mondiale              | AG2R La Mondiale              |                               |                               |                               |
| 61                         | Fabian Cancellara          | 1º                         | 131                           | Martin Elmiger                | 88º                           |                               |                               |                               |
| 62                         | Kurt Asle Arvesen          | 69º                        | 132                           | Renaud Dion                   | 92º                           |                               |                               |                               |
| 63                         | Matti Breschel             | 96º                        | 133                           | Aleksandr Efimkin             | 51º                           |                               |                               |                               |
| 64                         | Gustav Larsson             | 28º                        | 134                           | John Gadret                   | 23º                           |                               |                               |                               |
| 65                         | Stuart O'Grady             | 117º                       | 135                           | Sébastien Hinault             | R 3ª                          |                               |                               |                               |
| 66                         | Andy Schleck               | 24º                        | 136                           | Jurij Krivcov                 | 114º                          |                               |                               |                               |
| 67                         | Fränk Schleck              | NP 9ª                      | 137                           | Lloyd Mondory                 | 105º                          |                               |                               |                               |
| 68                         | Chris Anker Sørensen       | 17º                        | 138                           | Tadej Valjavec                | 7º                            |                               |                               |                               |
| Manager: Kim Andersen      | Manager: Kim Andersen      | Manager: Kim Andersen      | Manager: Gilles Mas           | Manager: Gilles Mas           | Manager: Gilles Mas           |                               |                               |                               |